# Metareva
Metareva is een geslacht van vlinders van de familie spinneruilen (Erebidae), uit de onderfamilie Arctiinae.

## Soorten
- M. aenescens Hampson, 1900
- M. albescens Dognin, 1902
- M. endoscota Hampson, 1909
- M. flavescens Dognin, 1902
- M. paulina Dognin
- M. susumuca Dognin